# Хума (Разградська область)
Ху́ма (болг. Хума) — село в Разградській області Болгарії. Входить до складу общини Самуїл.

## Населення
За даними перепису населення 2011 року у селі проживала 241 особа, з них 239 осіб (99,6%) — турки.
Розподіл населення за віком у 2011 році:
Динаміка населення: